# Dallara

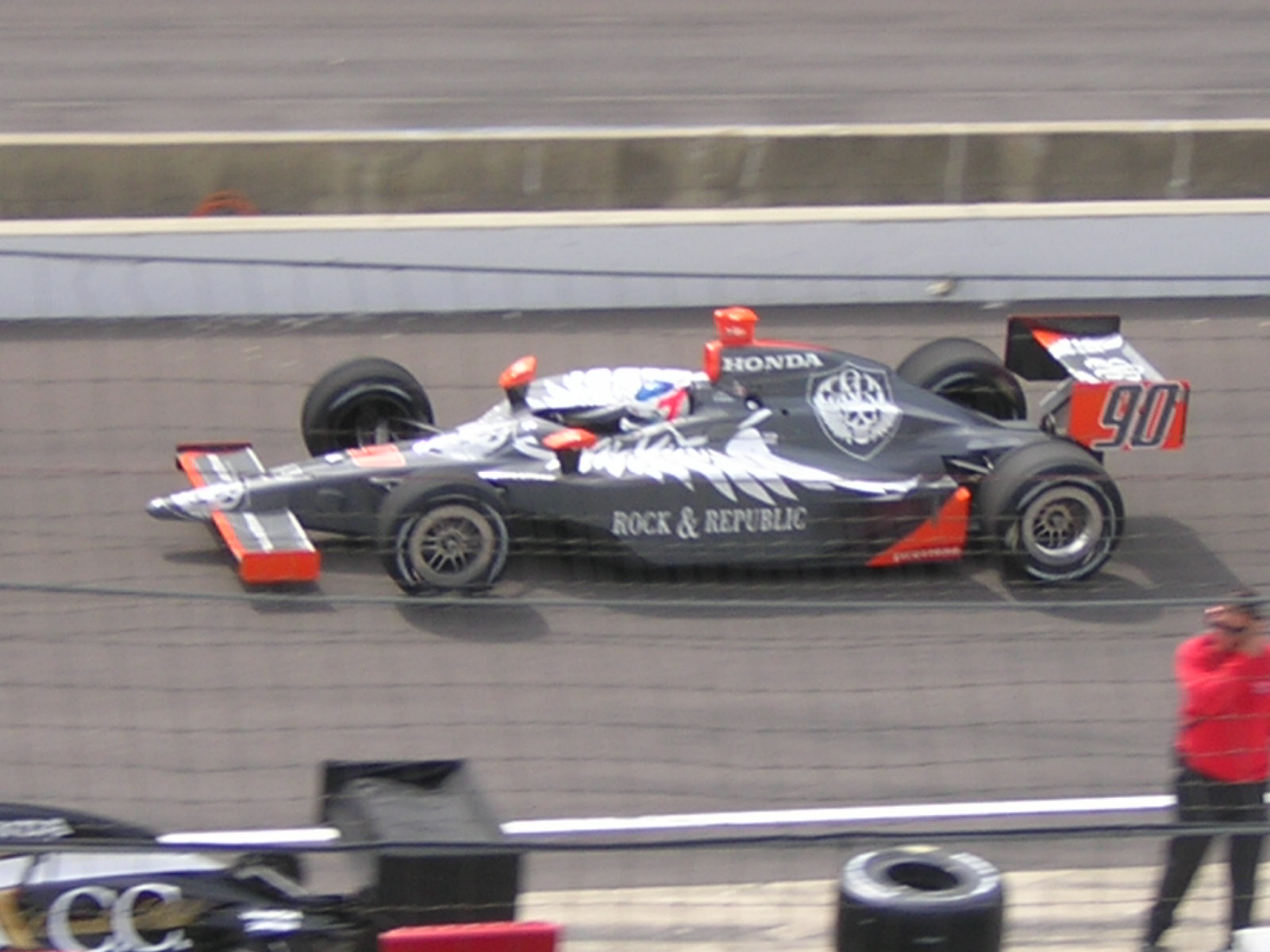
Een Dallara die oefent voor de Indianapolis 500

Dallara Automobili is een Italiaanse raceautofabrikant uit Parma. Dallara werd in 1972 opgericht door Gian Paolo Dallara. In het begin maakten ze auto's voor kleine autosportcompetities en 'hillclimbing'. In 1978 begonnen ze met het maken van chassis voor de Italiaanse Formule 3 en sindsdien hebben ze het kampioenschap gedomineerd. Ze zijn ook actief in de American Le Mans Series

## Formule 1

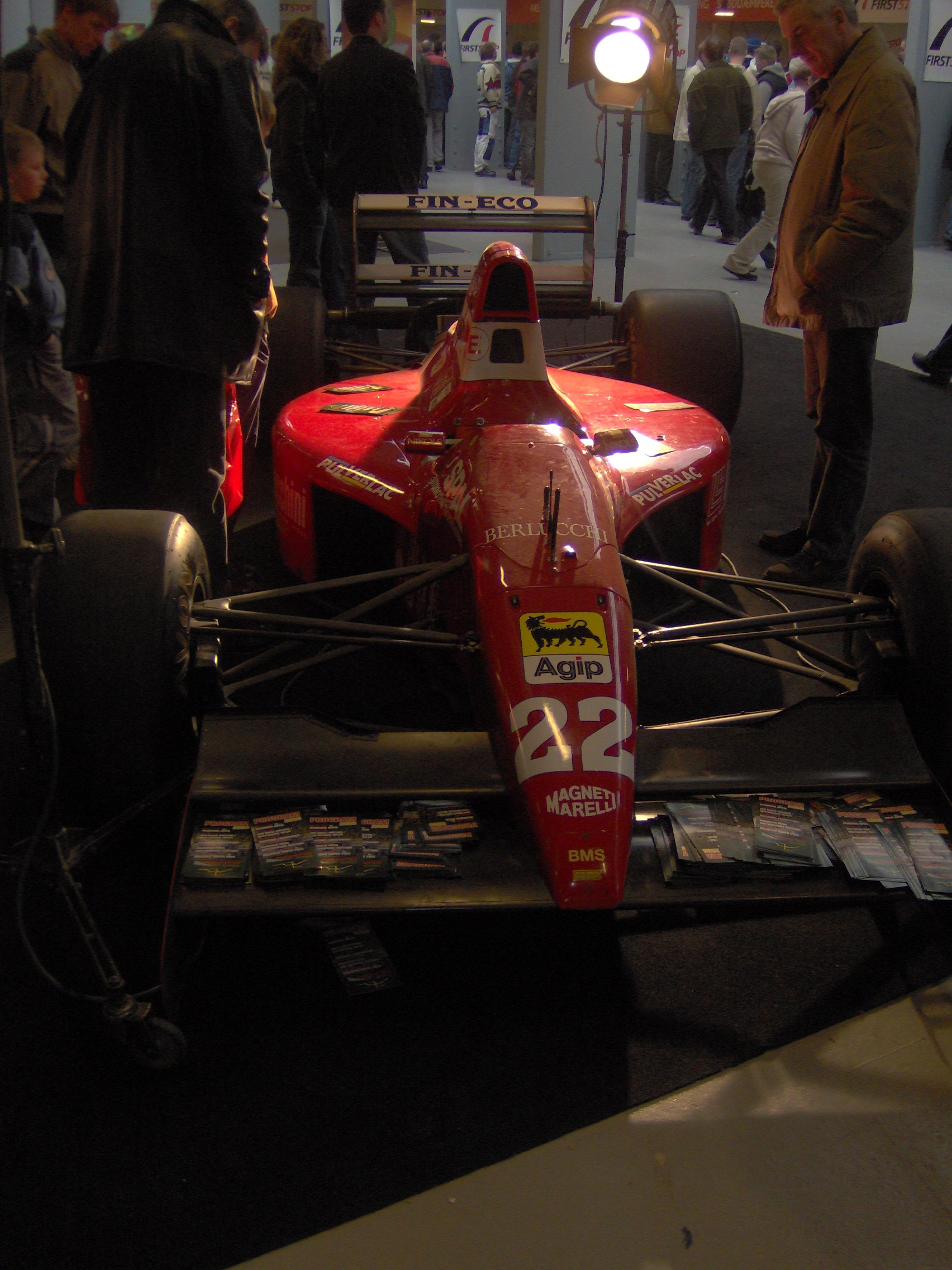
Een Dallara 191 van het Scuderia Italia team in 1991

In 1988 begon het bedrijf met het maken van chassis voor Formule 1-auto's. Ze maakten van 1988 tot en met 1992 het chassis voor Scuderia Italia. In 1999 kwamen ze terug in de Formule 1 met een testchassis voor Honda maar het bleef bij dat testchassis. Gary Anderson (ex-Jordan-, Stewart- en Jaguar ontwerper) kwam in 2004 bij Dallara werken. Aan het einde van 2004 kondigde Midland aan dat Dallara hun auto ging ontwikkelen. In 2010 maakt Campos Meta 1 gebruik van een door Dallara ontwikkeld chassis en Cosworth-motoren, die men echter "Dallara" noemt. Sinds 2016 maakt het Amerikaanse Haas F1 Team gebruik van een door Dallara ontwikkeld chassis.

## Indy Car

### Eerste Generatie
Dallara was een van de eerste 3 chassisbouwers toen de IndyCar met hun eigen concept begon in 1997. Het eerste model had type nummer IR7. De opvolgende chassis types: IR8 (1998) en IR9 (1999) waren niet meer dan de IR7 met updates.

### Tweede Generatie
In 2000 kwam Dallara met een nieuwe wagen. In 2001 kwamen er updates uit voor deze wagen. De wagen kreeg type nummer IR-01 mee. In 2002 kreeg de wagen updates en werd het type aangepast naar IR-02

### Derde Generatie
met de komst van het seizoen 2003 was het weer tijd voor een nieuwe generatie van Dallara chassis. Dit chassis kreeg type nummer IR-03 mee. In 2005 kwam er een update uit en werd het chassis IR-05 genoemd. vanaf 2006 reed 80% van het veld met dit chassis. Panoz had de interesse verloren en richtte zich met het DP-01 chassis volledig op het Champcar kampioenschap. Uiteindelijk zou de IR-05 de standaard wagen voor de indycar worden.

### Vierde Generatie
Met de start van het seizoen 2012 is er een nieuw chassis gemaakt. Dit chassis heet officieel IndyCar Safety Cell. De wagen wijkt af van wat er normaal gedaan wordt. Andere bedrijven/fabrikanten mogen zogenaamde aero packages voor deze wagen maken en krijgen dan het type aanduiding van deze fabrikant. Deze constructie wordt pas in 2013 van kracht. Dit omdat men in het eerste jaar iedereen wil laten wennen aan de wagen.
Dallara heeft deze wagen opgedragen aan Dan Wheldon. Hij heeft het meeste aan testwerk voor Dallara gedaan. Hij deed in 2011 mee aan de laatste race van het oude chassis. Door een samenloop van omstandigheden werd Dan Wheldon gelanceerd en belandde met zijn hoofd tegen de vangrail. Mocht dit met de nieuwe wagen gebeurd zijn had hij het waarschijnlijk wel overleefd. Het typenummer voor de nieuwe wagen is DW12.

## Andere competities
In 2002 werden ze de enige chassismaker voor de World Series. In de Formule 3 zijn alle auto's gemaakt door Dallara. Dallara werd ook aangewezen door de FIA om de chassis te maken voor de GP2. Daarmee kregen ze een bijna-monopolie over alle raceklassen voor de Formule 1. Dallara maakt ook de auto voor de Oreca/Chrysler en Doran Racing teams in de American Le Mans Series. Doran Racing won de 24 uur van Daytona met de Dallara in 2002.